# Rollshausen
Rollshausen település Németországban, azon belül Alsó-Szászország tartományban. Lakosainak száma 921 fő (2023. december 31.).

## Népesség
A település népességének változása:
| Lakosok száma | 846  | 843  | 835  | 840  | 917  | 921  |
|               | 2016 | 2017 | 2019 | 2021 | 2022 | 2023 |